# Herrskapet Stockholm ute på inköp
Herrskapet Stockholm ute på inköp är en svensk film från 1920.

## Om filmen
Filmen är en reklamfilm för varuhuset PUB i Stockholm. Den innebar filmdebut för den unga Greta Garbo, vilken vid denna tid arbetade som expedit på varuhuset.

## Rollista (i urval)
- Olga Andersson – fru Stockholm
- Ragnar Widestedt – herr Stockholm
- Greta Garbo – mannekäng på PUB
- Erick Fröander